# خير (اسم)
خير هو اسم علم مذكر من أصل عربي، ومعناه هو ضد الشر والخير مصدر حصول الشيء بتمامه، وكل ما أمر الله به كقوله ﴿وافعلوا الخير﴾ [ الحج من الآية 77].

## الأصل اللغوي
. 

## شخصيات تحمل الاسم
- خير الدين الأحدب (سياسي لبناني، 1894 – 1941)
- خير الدين التونسي (سياسي تونسي، 1822 – 30 يناير 1890[4])
- خير الدين الزركلي (كاتب ومؤرخ و شاعر وقومي سوري، 25 يونيو 1893 – 25 نوفمبر 1976)
- خير الدين بربروس (1478 – 4 يوليو 1546)
- خير الدين خريس (لاعب كرة قدم جزائري، 8 مايو 1973[5] – )
- خير الدين زطشي (رئيس الاتحادية الجزائرية لكرة القدم، 24 أكتوبر 1965 – )
- خير الدين مضوي (27 مارس 1977[6] – )
- خير أحمد ياسين (أحد شهداء يوم الارض الفلسطيني استشهد في مكان ولادته بلدة عرابة، 1953-30 مارس 1976)
- خير الله سعيد والي (1967 – )
- خير الله طلفاح (سياسي عراقي، 30 مارس 1910 – 1993)
- خير النساء غل (سياسية تركية، 18 أغسطس 1965 – )

## وصلات خارجية
- موسوعة السلطان قابوس لأسماء العرب نسخة محفوظة 5 أبريل 2019 على موقع واي باك مشين.